# دزدان دریایی ۲: انتقام استاگنتی
دزدان دریایی ۲ قسمت دوم دزدان دریایی که در سال ۲۰۰۸ روانه بازار شد و ادامه دزدان دریایی سال ۲۰۰۵ است. جون این فیلم را کارگردانی کرده‌است. نویسندگان قسمت دوم نیز جون و ماکسیمو هستند. در قسمت دوم دزدان دریایی کارمن لوانا و جنین لیندمولدر غایب هستند و به جای آن دو بلادونا و ساشا گری و کاتسونی به همراه جسی جین، ایوان استون، تامی گان، شی جوردن، استیون اس. کرویکس، جینا هاز، بن انگلیشدر قسمت دوم دزدان دریایی اولویا به داستان اضافه شده‌است وسرنا در این قسمت حضور ندارد. در این
قسمت کاپتان ویکتور استاگنتی که کاپتان رینولد ادواردز کشتی‌اش را غرق کرده بود به کمک ملکه چینی به نام «زی فان» از اعماق اقیانوس بیرون کشیده می‌شود و دوباره زنده می‌گردد. «جول» هم به دست «زی فان» با خوراندن دارویی به یک برده تبدیل می‌شود.

## بازیگران
- جسی جیندر نقش جول
- ایوان استون در نقش کاپیتان رینولد ادواردز
- بلادونادر نقش اولویا
- ساشا گریدر نقش ماریا
- کاتسونیدر نقش زی فان
- تامی گاندر نقش کاپتان ویکتور استاگنتی
- شای جوردندر نقش Ai Chow
- ان هاندر نقش Wu Chow
- استیون اس. کرویکسدر نقش فرماندار
- استویادر نقش رقصنده
- گابریلا فاکسدر نقش رقصنده
- شایلا استایلزدر نقش رقصنده
- شاون لنهدر نقش دختر فرماندار ۱
- رایلی استیلدر نقش دختر فرماندار ۲

## جوایز
جوایز ای وی ان سال ۲۰۰۹
- بهترین صحنه سکس دختر با دختر برای جسی جین و بلادونا
- بهترین بازیگر مرد برای ایوان استون
- بهترین کارگردانی برای جوون
- بهترین کیفیت تصویری
- بهترین بازیگر نقش مکمل مرد برای بن انگلیش
- بهترین بازیگر نقش مکمل زن برای بلادونا
- بهترین فیلمنامه برای جوون و مکس ماسیمو
- بهترین کارگردانی هنری
- بهترین تدوینگر برای جوی پل گادس
- بهترین جلوه‌های ویژه
- بهترین گریم
- بهترین دی وی دی
- بهترین تولید های دیفینیشن
- بهترین ستاره تازه‌وارد برای استویا